# Meerssen
Meerssen ( udtale ?; Limburgsk: Meersje) er en kommune og en by, beliggende i den sydlige provins Limburg i Nederlandene. Kommunens areal er på 27,47 km², og indbyggertallet er på 19.071 pr. 1. april 2016.

## Kernerne
Meerssen Kommunen består af følgende landsbyer og bebyggelser.
| Navnet på nederlandsk | Navnet på Limburgsk | Antal |
| Meerssen              | Meersje             | 5840  |
| Bunde                 | Bung                | 5790  |
| Ulestraten            | Ulesjtraote         | 2940  |
| Geulle                | Gäöl                | 2340  |
| Rothem                | Raotem              | 1690  |
| Moorveld              | Mwórveld            | 510   |
| Kasen                 | Kaze                | 300   |
| Geulle a/d Maas       | Gäöl-aan-de-Maas    | 220   |
| Raar                  | Raor                | 120   |
| Weert                 | Waert               | 110   |
| (kilde: CBS)          |                     |       |

Bebyggelser
| Under Geulle Beneden - Broekhoven - Brommelen - Hulsen - Oostbroek - Westbroek | Under Geulle Boven - Hussenberg - Snijdersberg | Under Ulestraten - Genzon - Groot- en Klein Berghem - Humcoven - Schietecoven - Vliek - Waterval | Under Bunde - Voulwames |

## Kendte indbyggere
- Charles Eyck, kunstmaler, 1897-1983
- Maria van der Hoeven, minister
- Mark van Bommel, fodboldspiller (født 1977)
- Erik Meijer, fodboldspiller
- Jan Meijers, skulpturkunstner (født 1955)
- Harry Koolen, kunstmaler, 1904-1985
- Alphons Volders, kunstmaler, 1894-1974
- Bert van Marwijk, Nederlandenes Landstrainer

## Galleri
- Sint-Bartholomeusbasiliek eller Basiliek van Meerssen
- Basilik af Helligen Sakrament i Meerssen
- Indenfor Basilik af Helligen Sakrament i Meerssen
- Geulle Slot
- Krigsoffer 1940-1945 (Fredskapel ved market)
- De Kuutebieter af Ulestraten
- Vejskryds med crucifix i Brommelen